# ピロストラトス
- ピロストラトス
- フィロストラトス

ピロストラトスまたはフィロストラトス（古希: Φιλόστρατος, Philostratos ; 羅: Philostratus ; 170年頃 - 240年代頃）は、ローマ帝国期のレムノス島出身のギリシア語著述家・弁論家・第二次ソフィスト。
主な著作として、「第二次ソフィスト」の由来になった伝記集『ソフィスト列伝』、ナザレのイエスと同時代の奇跡行者の伝記『テュアナのアポロニオス伝』、トロイア戦争の異説物語『英雄が語るトロイア戦争』（『へーローイコス』）、などがある。
フルネームはフラウィウス・ピロストラトゥス（羅: Flavius Philostratus）またはプラビオス・ピロストラトス（古希: Φλάβιος Φιλόστρατος, Phlabios Philostratos）。彼の親族には、同業・同出身地のピロストラトスが複数いる。1人目は本項のピロストラトス（通称アテナイのピロストラトス）、2人目はその父親のピロストラトス（ベロス・ピロストラトス）、3人目は義理の息子かつ甥のピロストラトス（レムノスのピロストラトス）、4人目は孫のピロストラトス（小ピロストラトス）。以上4人のうち、最も著名なのは本項のピロストラトスである。

## 人物
ピロストラトスの人物像には不明な点が多く、断片的な資料を繋げ合わせることで推測される。 
おそらく170年頃にレムノスで生まれた。青年期にアテナイに赴き、ナウクラティスのプロクロスのもとで弁論術を修得した。その後ローマに移り住み、セウェルス帝妃ユリア・ドムナの主宰する知的サロンに参加した。彼女との縁によりカラカラ帝にも仕え、各地の遠征にも随行した。『スーダ』によれば、軍人皇帝ピリップス・アラブスの在位時（244年 - 249年）まで活動した 。
彼がレムノス人だと分かるのは、後世のエウナピオスやシュネシオスの記述による。その一方で、フォティオスは彼をテュロス人だとしており、他方で彼自身の書簡ではアテナイ人と称される。 
彼のプラエノーメンが「フラウィウス」だと分かるのは、『ソフィスト列伝』やヨハネス・ツェツェスの記述による。     

## 作品
親族のピロストラトスと混同されやすい等の理由から、作品の帰属にも諸説ある。いずれも古代ギリシア語で書かれている。

### 英雄が語るトロイア戦争
『へーローイコス』（邦題:『英雄が語るトロイア戦争』『英雄論』、古代ギリシア語: Ἡρωικός ; ラテン語: Heroicus ; 213-214年ごろ成立）は、トロイア戦争を題材にした物語作品で、ホメロスの『イリアス』と『オデュッセイア』の異説にあたる。
枠物語として、現代（3世紀）のトラキア・ケルソネソス（トロイア遺跡の対岸）に住むぶどう園主が、トロイア戦争の英雄プロテシラオスの幽霊（英雄神）と交流して、その交流内容をフェニキア人の旅人に対話形式で聴かせる、という形式をとる。作中では、ホメロスへの賛辞と批判修正が入り交じる。

### テュアナのアポロニオス伝
『テュアナのアポロニオス伝』（古希: Τὰ ἐς τὸν Τυανέα Ἀπολλώνιον ; 羅: Vita Apollonii, 217-238年ごろ成立）は、テュアナのアポロニオスの伝記の形をとった物語作品で、ユリア・ドムナの依頼により書かれた。
テュアナのアポロニオスは、1世紀のテュアナ出身の新ピタゴラス学派の哲学者であり、ナザレのイエスと同時代に活動した奇跡行者でもある。本書では、そのアポロニオスが、西はヒスパニア東はインドまで世界各地を旅する様子を描く。そのなかで、彼の奇跡や哲学の描写だけでなく、地誌や伝説上の生物など雑多な内容が描かれる。
本書によって伝えられたアポロニオスは、後世、キリスト教批判者などに注目された。また、本書におけるラミアーの描写は、17世紀のロバート・バートンに受容され、さらにそのバートンを経由して19世紀のジョン・キーツにも受容された。

### ソフィスト列伝
『ソフィスト列伝』（古希: Βίοι Σοφιστῶν ; 羅: Vitae Sophistarum ; 英: Lives of the Sophists, 231年-237年ごろ成立）は、ソフィスト達の伝記で、執政官ゴルディアヌス1世への献呈作品。 
全2巻からなり、第1巻ではゴルギアスら古代ギリシアのソフィストを、第2巻ではローマ帝国期のソフィスト（第二次ソフィスト）を扱う。内容は、史実に即した伝記というよりは、ピロストラトスの視点に基づく評伝として書かれている。ピロストラトスのいう「ソフィスト」は、蔑称ではなくむしろ「哲学者」と並ぶ尊称だった。

### その他
- 『ギュムナスティコス』（古希: Γυμναστικός ; 羅: Gymnasticus ; 邦題:『体育論』） - 古代ギリシアの体育とスポーツ（古代オリンピック、古代ギリシアのボクシング、スタディオン走など）についての書物。
- 『エピストライ』（古希: Ἐπιστολαί ; 羅: Epistolae ; 英: Love Letters） - 性愛を謳った書簡形式の詩集。作風として、ヘレニズム期のギリシア喜劇（新喜劇）のような作風をとる。17世紀のベン・ジョンソンの詩『シリアへ』[16]（英: To Celia, 英語民謡『君が眼にて酒を汲めよ（英語版）』の歌詞でもある）は、本書の詩の一つを英訳したものである。
- 書簡 - ユリア・ドムナ宛など[17]。

## 現代語訳
日本語
- ピロストラトス 著 / 内田次信 訳『英雄が語るトロイア戦争』平凡社ライブラリー、2008年。ISBN 978-4582766523。（『へーローイコス』の全訳）
- ピロストラトス 著 / 秦剛平 訳『テュアナのアポロニオス伝1』京都大学学術出版会〈西洋古典叢書〉、2010年。ISBN 978-4876981854。（2巻未刊）
- ピロストラトス、エウナピオス 著 / 戸塚七郎、金子佳司 訳『哲学者・ソフィスト列伝』京都大学学術出版会〈西洋古典叢書〉、2001年。ISBN 978-4876981311。（戸塚七郎 解説）

英語
いずれもローブ・クラシカルライブラリー。
- Alciphron, Aelian, and Philostratus, The Letters.  Translated by A. R. Benner, F. H. Fobes. 1949. Loeb Classical Library. ISBN 978-0-674-99421-8
- Philostratus, Lives of the Sophists. Eunapius, Lives of the Philosophers and Sophists. Translated by Wilmer C. Wright. 1921. Loeb Classical Library. ISBN 978-0-674-99149-1
- Philostratus, Apollonius of Tyana. 3 volumes. Translated by Christopher P. Jones. 2005-6. Loeb Classical Library. ISBN 978-0-674-99613-7, 978-0-674-99614-4, 978-0-674-99617-5
- Philostratus, Heroicus; Gymnasticus; Discourses 1 and 2. Edited and translated by Jeffrey Rusten and Jason König. Loeb Classical Library. (Cambridge, Massachusetts and London, England, 2014).

ドイツ語
- Philostratos, Leben der Sophisten. Greek and German by Kai Brodersen. Wiesbaden: Marix 2014, ISBN 978-3-86539-368-5
- Philostratos, Sport in der Antike (Peri Gymnastikes). Greek and German by Kai Brodersen. Wiesbaden: Marix, 2015, ISBN 978-3-7374-0961-2.